# Víctimas del pecado
Víctimas del pecado es una película musical mexicana de 1951 escrita y dirigida por Emilio "El Indio" Fernández y protagonizada por Ninón Sevilla y Tito Junco. 

## Argumento
Violeta (Ninón Sevilla), una cabaretera, recoge de la basura al bebé de su compañera Rosa (Margarita Ceballos], que ha sido obligada a tirarlo allí por su explotador, Rodolfo (Rodolfo Acosta). Violeta cría al niño y ambos son protegidos por Santiago (Tito Junco), dueño de un cabaret, quien se enamora de ella. La tragedia se desencadena cuando Rodolfo asesina a Santiago, y Violeta, a su vez, mata al explotador.

## Reparto
- Ninón Sevilla ... Violeta
- Tito Junco ... Santiago
- Rodolfo Acosta ... Rodolfo
- Rita Montaner ... Rita
- Ismael Pérez "Poncianito" ... Juanito
- Margarita Ceballos ... Rosa

## Comentarios
Sin imaginar que estaban a un paso de obtener fama internacional con la serie de películas de cabaret interpretadas por Ninón Sevilla, los hermanos Calderón confiaron a Emilio Fernández la realización de este melodrama musical que resultaría ser más intenso y exacerbado que Salón México (1948), la anterior incursión del “Indio” por los ambientes cabaretiles de la capital mexicana.
Al igual que en Salón México, el “Indio” demuestra en Víctimas del pecado un gozo muy particular al dirigir las escenas que tienen lugar en el cabaret. Asimismo, el realizador no esconde su afición a la moraleja edificante, ni puede evitar algunos momentos de involuntaria comicidad, como aquel en el que el “pachuco” Rodolfo Acosta demuestra su habilidad para hablar más de un idioma mientras le enseña como caminar con estilo a una cabaretera francesa.
A pesar de sus notables deficiencias, Víctimas del pecado ha logrado mantenerse vigente en la filmografía del “Indio” Fernández y el paso del tiempo no la ha tratado tan mal. La fotografía de Figueroa sigue viéndose espléndida y, como representativa de la filmografía de Ninón Sevilla, es importante señalar que la cinta obtuvo un éxito inusitado en Francia y Bélgica, en donde fue conocida como Quartier interdit (Barrio prohibido).
El film estuvo nominado a 2 premios Ariel por mejor fotografía y mejor actuación infantil (Ismael Pérez).
Ninón era insuperable como la flor que cae en el fango, la vedette que transita en ambientes podridos, aun cuando ella conserve un corazón de oro para entregarlo a un paria, a un héroe o un desconocido del cual se desconoce su pasado. Podría ser valiente y ayudar al hombre que la acompañaba, y traicionar al gánster que la había hecho caer en sus redes. Asimismo, podía encapricharse con alguien del sexo opuesto, asombrado de la honestidad de ella, y del cariño que siente por su hijo adoptivo. Todo lo anterior le sucede en Víctimas del pecado.